# جیتسوکو یوشیمورا

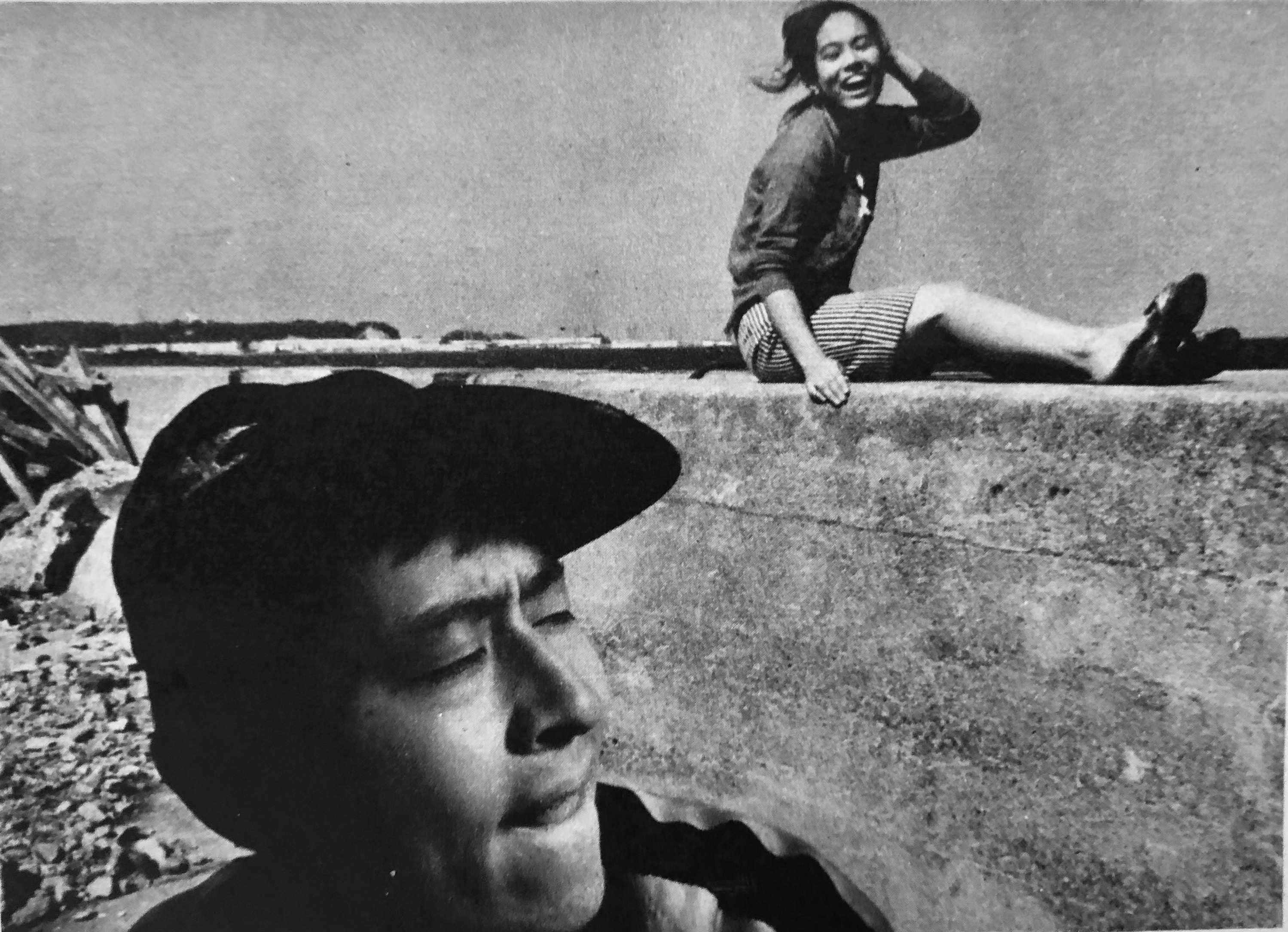
جیتسوکو یوشیمورا، (بالا)، هنرپیشهٔ زن اهل ژاپن - ۱۹۶۱

جیتسوکو یوشیمورا (به ژاپنی: 吉村実子 Yoshimura Jitsuko) (۱۸ آوریل ۱۹۴۳) یک هنرپیشه زن ژاپنی است. او توسط شوهئی ایمامورا به عنوان یک بازیگر تازه‌وارد در خوک‌ها و کشتی جنگی کشف‌شد.